# Liste des œuvres de Ludovico Einaudi
Classement par date d'exécution en public ou en studio des œuvres complètes de Ludovico Einaudi ainsi que des principales compositions pour films.

## Enregistrements originaux
Les renvois vers les enregistrements disponibles (listés à la fin) sont indiqués par → le nom de l'album. Ce dernier est en gras quand il s'agit de l'album du premier enregistrement connu de la version indiquée.
Les renvois → vers les autres versions existantes ou arrangements sont également indiqués.

### Pour piano seul
- 1989 – At A Slow Walking Pace, pour piano solo. Première exécution à Modène, au Istituto Orazio Vecchi, le 19 mars.
- 1993 – Moto perpetuo, pour piano solo. Première à Milan, à l'Amici del Loggione, le 16 avril 1993. (→ Voir versions pour harpe seule ; pour harpe et piano)
- 1996 – Le onde, pièce en 13 parties, pour piano solo. Inspirées du roman The Waves de l'écrivaine britannique Virginia Woolf. Première performance, à Milan, au Teatro Franco Parenti en octobre 1996. (→ Le onde)
  - Canzone popolare, pour piano solo. (→ Aprile)
  - Le onde (The Waves), pour piano solo. (→ Echoes ; Aprile ; La Scala ; Islands ; Essentiel) (→ voir version pour piano et ensemble à cordes)
  - Lontano, pour piano solo.
  - Ombre, pour piano solo. (→ Aprile) (→ voir version pour flûte et piano)
  - La linea scura (The Dark Line), pour piano solo. (→ Echoes ; La Scala ; Fame chimica)
  - Tracce, pour piano solo.
  - Questa notte (Tonight), pour piano solo. (→ Echoes ; La Scala ; Islands)
  - Sotto vento, pour piano solo.
  - Dietro l'incanto, pour piano solo. (→ Live In Prague)
  - Onde corte, pour piano solo.
  - La profondità del buio, pour piano solo. (→ voir version pour flûte et piano)
  - Passaggio (Passage), pour piano solo. (→ Fuori dal mondo ; Echoes ; La Scala ; Islands)
  - L'ultima volta, pour piano solo.
- 1999 – Nefeli, pour piano solo. (→ Eden Roc ; Echoes ; La Scala ; Islands) (→ voir remix)
- 1999 – Julia, pour piano solo. (→ Eden Roc ; La Scala)
- 2001 – I giorni, œuvre en 14 morceaux pour piano. Enregistrés en octobre 2001 à la Villa Giulini, à Briosco. (→ I giorni)
  - Melodia africana I, pour piano solo. (→ La Scala ; Live In Prague) (→ voir version pour piano et orchestre)
  - I due fiumi, pour piano solo. (→ La Scala ; Live In Prague) (→ voir version pour piano et orchestre)
  - In un'altra vita, pour piano solo. (→ La Scala) (→ voir versions pour piano et orchestre ; pour piano et ensemble à cordes)
  - Melodia africana II, pour piano solo.
  - Stella del mattino, pour piano solo. (→ La Scala ; Live In Prague ; iTunes Festival:2013) (→ voir version pour piano et orchestre)
  - I giorni (The Days), pour piano solo. (→ Echoes ; La Scala ; Live In Prague ; Islands ; Essentiel) (→ voir version pour piano et orchestre)
  - Samba, pour piano solo. (→ voir remix)
  - Melodia africana III, pour piano solo. (→ Echoes ; Islands)
  - La nascita delle cose segrete, pour piano solo. (→ La Scala ; Live In Prague) (→ voir versions pour piano et ensemble à cordes ; pour piano et orchestre)
  - Quel che resta, pour piano solo.
  - Inizio, pour piano solo.
  - Limbo, pour piano solo. (→ Echoes ; La Scala) (→ voir remix)
  - Bella notte (Beautiful Night), pour piano solo. (→ Echoes ; La Scala)
  - Canzone africana IV, pour piano solo.
- 2001 – Una storia d'amore, pour piano solo. (→ Alexandreia)
- 2001 – Una bella giornata, pour piano solo. (→ Luce dei miei occhi)
- 2001 – Il viaggiatore, pour piano solo. (→ Luce dei miei occhi)
- 2001 – Il terzo atto, pour piano solo. (→ Le parole di mio padre)
- 2001 – Sguardi, pour piano solo. (→ Le parole di mio padre)
- 2003 – Al di là del vetro (Behind The Window), pour piano solo. (→ Echoes ; La Scala) (→ voir version pour piano et violoncelle)
- 2003 – White Night, pour piano solo. (→ Echoes ; La Scala ; Live In Prague ; iTunes Festival:2007) (voir version pour piano et ensemble à cordes)
- 2003 – Cadenza, pour piano solo. (→ Echoes) (voir version originale pour harpe)
- 2003 – La Scala, versions de 4 pièces pour piano et ensemble enregistrées en live pour piano solo et un arrangement inédit d'un titre des Rolling Stones. Les autres titres de l'album live sont en version originale. (→ La Scala)
  - Fuori dalla notte, pour piano solo. (→ voir version pour piano et ensemble)
  - Fuori dal mondo, pour piano solo. (→ voir version pour piano et ensemble)
  - Giorni dispari, version pour piano solo. (→ voir version pour piano et ensemble)
  - Password, version pour piano solo. (→ voir versions pour piano et ensemble ; remix)
  - Lady Jane, arrangement pour piano solo de la chanson de Mick Jagger et Keith Richards.
- 2004 – Una mattina, 13 pièces dont 10 pour piano solo. Enregistrées à Milan, au Piccolo Teatro, en juin 2004. (→ Una mattina) (→ voir les 3 autres titres pour piano et violoncelle)
  - Una mattina, pour piano solo. (→ Intouchables ; Essentiel ; Listen to Me Marlon)
  - Ora, pour piano solo. (→ This Is England '86)
  - Leo, pour piano solo.
  - Dolce droga, pour piano solo.
  - Dietro casa, pour piano solo (→ This Is England ; Islands)
  - Come un fiore, pour piano solo.
  - Nuvole nere, pour piano solo.
  - Questa volta, pour piano solo.
  - Nuvole bianche, pour piano solo. (→ Live In Prague ; Islands ; Insidious ; Essentiel ; Derek ; Les Héritiers) (→ voir version pour voix et piano solo)
  - Ancora, pour piano solo. (→ This Is England '86 ; Islands)
- 2004 – Come ombre, pour piano solo. (→ Sotto falso nome)
- 2004 – Soltanto un ricordo, pour piano solo. (→ Sotto falso nome)
- 2006 – Divenire, 13 pièces dont 3 pour piano solo. (→ Divenire) (voir les 5 titres pour piano et synthétiseur ; 2 titres pour piano, synthétiseur et violoncelle ou guitare électrique ; 3 titres pour piano et orchestre)
  - Monday, pour piano solo. (→ Live in Berlin ; iTunes Festival:2007 ; Islands)
  - Oltremare, pour piano solo. (→ This Is England ; Live in Berlin ; iTunes Festival:2007 ; Islands ; Listen to Me Marlon)
  - Ritornare, pour piano solo. (→ This Is England)
- 2007 – Prologo di un amore finito, composition du prologue du titre Hai bucato la mia vita en collaboration avec Adriano Celentano.
- 2009 – Nightbook, 14 titres dont 4 pour piano, musique et instruments électroniques, cordes et percussions multiples. (→ Nightbook) (→ 2 titres avec synthétiseur ; 8 titres pour piano et ensemble avec percussions)
  - The Snow Prelude No.15, pour piano solo. (→ Live In Prague ; This Is England '90)
  - The Snow Prelude No.2, pour piano solo. (→ Live In Prague)
  - Solo, bonus track, pour piano solo. (→ This Is England '86 ; Islands)
  - Berlin Song. bonus téléchargeable, pour piano solo. (→ The Royal Albert Hall ; This Is England '86 ; This Is England '88 ; Islands ; This Is England '90)[1].
- 2009 – Live In Prague, 15 titres (dont 1 inédit et 4 arrangements en version pour piano solo), enregistrés en live à Prague. (→ Live In Prague)
  - Ascolta, pour piano solo. (→ Stargate Universe) (→ voir versions pour piano solo, loops et synthétiseur ; pour piano et ensemble à cordes)
  - Uno, pour piano solo. (→ voir versions pour piano solo, loops et synthétiseur ; pour piano et ensemble à cordes ; remix)
  - Tu sei. pour piano solo. Inédit. (→ The Royal Albert Hall)
  - Fly, pour piano solo. (→ Voir versions pour piano solo et guitare électrique ; pour piano, violon et musique électronique)
  - Andare, pour piano solo. (→ voir versions pour piano, loops et violoncelle ; remix)
- 2011 – High Heels, pour piano solo. (→ Islands ; Essentiel)
- 2013 – In a Time Lapse, 19 titres, dont 5 pour piano solo. (→ In a Time Lapse) (→ voir les 10 titres pour claviers, percussions et orchestre de chambre et 4 titres pour piano et orchestre à cordes)
  - Discovery At Night, pour piano solo. (→ voir remix)
  - Two Trees, pour piano solo (avec reverb).
  - Bever, pour piano solo. Bonus track de la version téléchargeable.
  - Ronald's Dream, pour piano solo. Bonus track de la version téléchargeable.
  - Corale Solo, pour piano solo. Bonus track de la version téléchargeable.
- 2015 – Elements, 15 titres, dont 5 pour piano solo. (→ Elements) (→ 1 titre pour piano et musique électronique, 4 titres pour piano et ensemble et 5 titres pour piano et orchestre)
  - ABC, pour piano solo.
  - Song for Gavin, pour piano solo.
  - Drop Variation, pour piano solo. Bonus track.
  - Elements Variation, pour piano solo. Bonus track.
  - Twice Variation, pour piano solo. Bonus track.
- 2016 – Elegy for the Artic, pour piano solo. Joué sur un iceberg pour une campagne de Greenpeace. Il existe une version longue. (→ Elements, Special Tour Edition)

### Autres œuvres pour claviers
- 1993 – Metamorfosi, tratto da Salgari, pour 2 pianos. Extrait de Salgari. Première performance à New York, au Lincoln Center, le 22 septembre 1995.
- 2002 –Ever, pour synthétiseur et musique électronique. (→ Blusound, Sotto falso nome) (→ voir 2 remixes)
- 2004 – Sotto falso nome, 2 morceaux électro pour la bande originale du film. (→ Sotto falso nome) (→ voir Ever de 2002 ; les autres titres pour piano solo et pour piano et orchestre à cordes)
  - On, pour piano, synthétiseur et musique électronique. (→ voir remix)
  - Memory, pour piano, synthétiseur et musique électronique. (→ voir remix)
- 2006 – Divenire, 13 pièces (dont 1 bonus track) dont 5 pour piano et synthétiseur. (→ Divenire) (voir les 3 titres pour piano solo ; 2 titres pour piano, synthétiseur et violoncelle ou guitare électrique ; 3 titres pour piano et orchestre)
  - Uno, pour piano, loops et synthétiseur. (→ iTunes Festival:2007) (→ voir versions pour piano solo ; pour piano et ensemble à cordes ; remix)
  - Rose, pour piano, loops et synthétiseur. (→ Live in Berlin ; iTunes Festival:2007)
  - Ascolta, pour piano solo, loops et synthétiseur. (→ Live in Berlin ; iTunes Festival:2007) (→ voir versions pour piano solo ; pour piano et ensemble à cordes)
  - Origine nascosta, pour piano, loops et synthétiseur. (→ Live in Berlin ; iTunes Festival:2007 ; Islands ; Intouchables ; Essentiel)
  - Luce, pour piano et synthétiseur. bonus track téléchargeable pour l'album original.
- 2007 – The Way Of The Centaur, inédit, pour piano et musique électronique. (→ iTunes Festival:2007)
- 2009 – Cloudland, 10 titres de musique électronique avec piano, du groupe Whitetree, enregistrés à Berlin, au Planet Roc entre janvier 2007 et juin 2008. (Sauf Mercury Sands, enregistré à Milan en mars 2008). (→ Cloudland)
  - Slow Ocean, pour piano et musique électronique.
  - Kyril, pour piano et musique électronique.
  - Other Nature, pour piano et musique électronique.
  - Koepenik, pour piano et musique électronique.
  - Mercury Sands, pour piano et musique électronique.
  - Light On Light, pour piano et musique électronique.
  - Ulysses And The Cats, pour piano et musique électronique.
  - Tangerine, pour piano et musique électronique.
  - Derek's Garden, pour piano et musique électronique.
  - The Room, pour piano et musique électronique.
- 2009 – In principio, pour piano et musique électronique. (→ Nightbook ; The Royal Albert Hall)
- 2009 – Bye Bye Mon Amour, pour piano et musique électronique. (→ Nightbook ; The Royal Albert Hall)
- 2015 – Mountain, pour piano et musique électronique. (→ Elements)

### Autre instrument seul
- 1989 – Echi, pour flûte seule. Première à Milan, au Conservatorio G.Verdi, le 12 novembre 1991.
- 1992 – Stanze, 16 pièces pour harpe seule. Première représentation à Milan, au Parco Sempione. (→ Stanze)
  - Notte (I et II), pour harpe électrique solo, version I en ouverture et version II en finale.
  - Calore, pour harpe électrique solo.
  - Moto, pour harpe électrique solo.
  - Calmo, pour harpe électrique solo. (→ Echoes)
  - Vega, pour harpe électrique solo.
  - Onda, pour harpe électrique solo.
  - Contatti, pour harpe électrique solo.
  - Respiro, pour harpe électrique solo.
  - Lento, pour harpe électrique solo.
  - Attesa, pour harpe électrique solo. (→ Ultimi fuochi)
  - Cadenza, pour harpe électrique solo. (→ Fuori dal mondo ; Mission:Saturn) (→ voir version pour piano solo)
  - Orbite, pour harpe électrique solo.
  - Moto perpetuo, pour harpe électrique solo. (→ Ultimi fuochi) (→ Voir versions pour piano ; pour harpe et piano)
  - Cerchio, pour harpe électrique solo.
  - Ritorno, pour harpe électrique solo.
- 1996 – Canto, pour violoncelle seul. Joué à Rome, en novembre 1996, par Madeleine Shapiro.
- 2001 – Come in amore, pour guitare seule. (→ Le parole di mio padre) (→ voir version pour guitare et piano : Questo Profumo)

### Musique de chambre avec piano
De deux à une douzaine d'instruments.
- 1985 – Crossing, pour piano, et ensemble de 11 musiciens. A Firenze, au Palazzo dei Congressi, le 25 octobre 1985. (→ voir version pour big band)
- 1993 – Quattro passi, 4 pièces pour flûte et piano (ou autre instrument Ad Libitum). Première exécution à Turin, au Rive Gauche, en septembre 1994.
  - La profondita del buio, pour flûte et piano. (→ voir version pour piano solo)
  - Metamorfosi, pour flûte et piano. (→ voir version pour 2 pianos)
  - Talea, pour flûte et piano. (→voir version pour voix et piano)
  - Ombre, pour flûte et piano. (→voir version pour piano solo)
- 1995 – The Apple Tree, pour quintette à flûte, clarinette, violon, violoncelle et piano. Première présentation à Glasgow, le 11 mai 1997.
- 1998 – Arie, pour piano et quintette à cordes. Première à Milan, au Teatro Manzoni, le 8 novembre 1998.
- 1999 – Fuori dal mondo. Bande originale avec 13 titres dont 4 pour piano et cordes ; 2 de ces titres sont repris dans l'album Eden Roc. (→ Fuori dal mondo') (→ voir 2 autres titres pour voix et orchestre)
  - Fuori dal mondo, pour piano et cordes. (→ Eden Roc ; This Is England) (→ voir version pour piano solo)
  - Fuori dalla notte, pour piano, contrebasse et quatuor à cordes. (→ Eden Roc ; Echoes ; Mission:Saturn ; This Is England '88) (→ voir version pour piano solo)
  - Alta pressione, pour synthétiseur, loops, piano et harpe. (→ Mission:Saturn)
  - Moto perpetuo, pour harpe électrique et piano. (→ Voir version pour harpe seule)
- 1999 – Eden Roc, 15 pièces dont 12 pour piano et ensemble à cordes. Première représentation à Milan, au Piccolo Teatro studio, le 16 juin 1999. (→ Eden Roc) (→ voir titres pour piano solo, pour ensemble sans piano et les 2 titres écrits pour Fuori dal mondo)
  - Yerevan I, pour piano, contrebasse, duduk et quatuor à cordes. (→ voir version sans piano : Yerevan II)
  - Eden Roc, pour piano, violoncelle et guitare. (→ Echoes) (→ voir versions live pour piano, guitare, percussions électroniques et ensemble à cordes ; remix)
  - Due tramonti, pour piano et violoncelle. (→ Echoes ; I'm Still Here ; Essentiel) (→ voir remix)
  - Odessa, pour piano, contrebasse, duduk et quatuor à cordes.
  - Ultimi fuochi (I et II), pour piano, contrebasse et quatuor à cordes. (→ Ultimi fuochi)
  - Giorni dispari, pour piano, contrebasse et quatuor à cordes. (→ Echoes) (→ voir version pour piano solo)
  - Un mondo a parte, pour piano, contrebasse et quatuor à cordes.
  - Password, pour piano et alto. (→ voir versions pour piano solo ; remix)
  - Exit, pour piano, contrebasse et quatuor à cordes.
- 2001 – Alexandreia, 5 titres pour piano et cordes écrits pour la bande originale du film. (→ Alexandreia)
  - Alexandria, pour piano et ensemble à cordes.
  - La terza bicicletta, pour piano et ensemble à cordes.
  - I campi di cotone (I et II), pour piano et ensemble à cordes.
  - Be Mine Tonight, arrangement pour piano, violon et clarinette.
- 2001 –Al di là del vetro, pour piano et violoncelle. (→ Luce dei miei occhi) (→ voir version pour piano solo)
- 2001 –Luce dei miei occhi (et Il fiume), pour piano et violoncelle. Titre éponyme du film. (→ Luce dei miei occhi)
- 2001 – Il vero amore (et In cammino), pour piano, synthétiseur, samples, guitare acoustique, percussions, alto et ensemble à cordes. (→ Le parole di mio padre)
- 2001 – Questo profumo, pour guitare et piano. (→ Le parole di mio padre) (→ voir version pour guitare seule, Come in amore)
- 2002 – Doctor Zhivago,  16 pièces dont 7 pour piano et ensemble à cordes. (→ Doctor Zhivago) (→ voir 4 autres pièces pour voix)
  - Zhivago, pour piano et ensemble à cordes.
  - Farewell To The Past, pour piano et ensemble à cordes.
  - Love Is A Mystery, pour piano et ensemble à cordes. (→ Islands)
  - The Earth, pour violon et piano.
  - Writing Poems, pour piano et ensemble à cordes. (→ Intouchables)
  - White Night, pour piano et ensemble à cordes. (→ Islands) (→ voir version pour piano solo)
  - Fairytale, pour violoncelle et piano. (→ Islands ; Essentiel)
- 2002 – DNA, pour piano et violoncelle. (→ Blusound, Una mattina)
- 2002 – Divenire, pour piano, cordes et 2 harpes. Pour le festival 2002 I suoni delle Dolimiti, qui se déroule dans les Dolomites. (→ voir versions pour orchestre ; pour piano et ensemble à cordes ; remix)
- 2003 – Diario Mali, 10 pièces pour piano et kora, collaboration entre Ludovico Einaudi et Ballaké Sissoko. (→ Diario Mali)
  - Laissez-moi en paix, pour piano et kora.
  - Entre nous, pour piano et kora.
  - Soutoukou, pour piano et kora.
  - Chanson d'amour, pour piano et kora.
  - Chameaux, pour piano et kora[2].
  - Ma mère, pour piano et kora.
  - A l'hombre, pour piano et kora.
  - Niger blues, pour piano et kora.
  - Mali saijo, pour piano et kora.
  - Dessert dans le desert, pour piano et kora.
- 2004 – Resta con me, pour piano et violoncelle. (→ Una mattina)
- 2004 – A fuoco, pour piano et violoncelle. (→ Una mattina)
- 2005 – Andare, pour piano, loops et violoncelle (improvisé en live). (→ Divenire ; Live in Berlin ; iTunes Festival:2007 ; Islands) (→ voir versions pour piano solo ; remix)
- 2006 – Fly, pour piano, synthétiseur et guitare électrique. (→ Divenire ; Islands ; Essentiel ; Intouchables ; J. Edgar ; Docteur Foster) (→ voir versions pour piano solo ; pour piano, violon et musique électronique)
- 2006 – Living Room, interprétation au piano avec Cecilia Chailly à la harpe (pour son album Alone).
- 2007 – Live in Berlin, pour piano et ensembles à cordes (double basse, violoncelle, 2 violons et 2 altos). (→ Live in Berlin) (les autres titres sont les versions originales pour piano avec ou sans synthétiseur)
  - Svanire, pour piano et ensemble à cordes (double basse, violoncelle, 2 violons et 2 altos). (→ voir version pour violoncelle et orchestre)
  - Uno, pour piano et ensemble à cordes. (→ voir versions pour piano solo ; pour piano et synthétiseur ; remix)
  - Divenire, pour piano et ensemble à cordes. (→ voir versions pour piano, cordes et 2 harpes ; pour pianio et orchestre ; remix)
  - Ascolta, pour piano et ensemble à cordes. (→ Samba) (→ voir versions pour piano solo ; pour piano, loops et synthétiseur)
  - Primavera, pour piano et ensemble à cordes. (→ voir version pour piano et orchestre)
  - La nascita delle cose segrete, pour piano et ensemble à cordes. (→ voir versions pour piano solo ; pour piano et orchestre)
  - Le onde, pour piano et ensemble à cordes. (→ voir version pour piano solo)
  - Eden Roc, pour piano, guitare, percussions électroniques et ensemble à cordes. (→ iTunes Festival:2007 ; iTunes Festival:2013) (→ voir version pour piano, violoncelle et guitare)
  - In un'altra vita, pour piano et ensemble à cordes. (→ voir versions pour piano solo ; pour piano et orchestre)
- 2009 – Nightbook, 13 titres dont 8 pour piano, musique et instruments électroniques, cordes et percussions multiples. (→ Nightbook) (→ voir 4 titres pour piano solo et 2 avec synthétiseur)
  - Lady Labyrinth, pour piano, musique électronique, violoncelle, basse électrique, percussions, tambour sur cadre et grosse caisse. (→ The Royal Albert Hall ; iTunes Festival:2013 ; Les Héritiers) (→ voir remix)
  - Nightbook, pour piano, violoncelle, guitare acoustique, percussions, marimba et caisse claire. (→ The Royal Albert Hall ; Islands ; Essentiel) (→ voir version pour piano et orchestre)
  - Indaco), pour piano, clavecin, violoncelle, alto et violon. (→ The Royal Albert Hall ; Islands ; Essentiel)
  - Eros, pour piano, clavecin, violoncelle, alto, violon, musique électronique et tambour sur cadre. (→ iTunes Festival:2013) (→ voir versions pour piano et orchestre ; remix)
  - The Crane Dance, pour piano, violoncelle, guitare acoustique et vibraphone. (→ The Royal Albert Hall)
  - The Tower, pour piano, musique électronique, piano électrique, célesta, carillon tubulaire et guitare acoustique. (→ The Royal Albert Hall ; iTunes Festival:2013)
  - Rêverie, pour piano, violoncelle, guitare acoustique et vibraphone. (→ Enlightened)
  - The Planets, pour piano électrique, violoncelle, alto, violon et violon électronique. (→ The Royal Albert Hall)
- 2011 – The Earth Prelude, pour piano, violoncelle, alto et violon. (→ Islands ; Essentiel)
- 2013 – In a Time Lapse, 19 titres (dont 5 en bonus) dont 10 pour claviers, percussions et orchestre de chambre. (→ In a Time Lapse) (→ voir les 5 titres pour piano solo et les 4 titres pour piano et orchestre à cordes)
  - Corale, pour violoncelle, 2 altos, violon et synthétiseur. (→ This Is England '90)
  - Time Lapse, pour piano, guitare acoustique, basse électrique, guitare rythmique, violoncelle, alto, violon, reverb et kalimba. (→ This Is England '90 ; iTunes Festival:2013 ; Samba) (→ voir les 2 remixes)
  - Walk, pour piano, célesta, violoncelle, alto et kalimba. (→ This Is England '90 ; Samba) (→ voir les 3 remixes)
  - Brothers, pour piano, synthétiseur Moog, loops, guitare rythmique, double basse, 2 violoncelles et violon.
  - Orbits, pour piano, Glockenspiel, musique électronique, reverb, violoncelle, 2 altos et 3 violons (1 solo). (→ This Is England '90)
  - Newton's Cradle, pour piano, célesta, musique électronique, loops, reverb, double basse, 2 violoncelles, 2 altos, 2 violons, 2 percussions, kalimba et tambourin. (→ iTunes Festival:2013 ; The Water Diviner)
  - Waterways, pour piano, harpe, guitare acoustique, basse, double basse, violoncelle, 2 altos et violon. (→ This Is England '90)
  - Underwood, pour piano et violon. (→ This Is England '90)
  - The Dark Bank of Clouds. Bonus track de la version téléchargeable.
  - Sarabande, pour piano et violon solo. Bonus track de la version téléchargeable.
- 2013 – Fly, pour piano, violon et musique électronique. (→ iTunes Festival:2013) (→ voir versions pour piano solo ; pour piano, synthétiseur et guitare électrique)
- 2015 – Elements, 15 titres, dont 4 pour piano et ensemble concertant. (→ Elements) (→ 5 titres pour piano solo, 1 titre pour piano et musique électronique et 5 titres pour piano et orchestre)
  - Petricor, pour piano, piano Rhodes, sampler, synthétiseur de basses, basse électrique, violoncelle, 2 violons (dont solo de Daniel Hope) et alto.
  - Drop, pour piano, piano Rhodes, guitare acoustique, guitare électrique, synthétiseur de basses, aspirine (effervescent), basse électrique, violoncelle, cabasa, tama et marimba. (→ voir les remixes)
  - Twice, pour piano, piano Rhodes, guitare acoustique, guitare électrique, synthétiseur de basses, violoncelle, bolacha, balafon, shaker, marimba, wood-block et kalimba.
  - Numbers, pour piano, piano Rhodes, orgue électrique, synthétiseur de basses, basse électrique, Glockenspiel, violoncelle, violon, alto, grosse caisse, cloches d'église, bolacha, zabumba et floor tom.

### Musique de chambre sans piano
De deux à une douzaine d'instruments.
- 1982 – Ai margini dell'aria, pour quintette à cordes. Première représentation en l'Abbaye de Fossanova en 1982.
- 1985 – Altissimo, pour orchestre de chambre. Première représentation à St.Paul (Minnesota) le 25 avril 1985. (→ voir version pour orchestre)
- 1987 – Canone, pour 2 violons. Joué à Alessandria, au teatro comunale, le 7 octobre 1988, à l'occasion de l'interprétation de Time Out par ISO Dance Theatre.
- 1988 – Duetti nn.1/5, pour violon et alto. Première exécution à Radicondoli, le 24 octobre 1988.
- 1989 – Corale, pour quatuor à cordes. Première à Parme, au Teatro Due, le 26 avril 1991.
- 1995 – Chatrang Overture, version pour ensemble à cuivres. Première à Milan, au Pomeriggi Musicali, le 25 avril 1996. (→ voir version pour ensemble et orchestre)
- 1996 – Zoom, pour quintette à vent. Première représentation à Riva del Garda, en octobre 1996.
- 1998 – Nessuno, pour flûte et trompette soli et quatuor à cordes. Première performance à Milan, au Teatro di Porta Romana, le 4 mai 1998.
- 1999 – Yerevan II, pour contrebasse, duduk et quatuor à cordes. (→ Eden Roc)
- 2001 – Quella notte, pour ensemble à cordes. (→ Le parole di mio padre)

### Œuvres pour orchestre
Plus d'une douzaine d'instruments.
- 1981 – Per vie d'acqua, pour orchestre avec 2 percussionnistes et harpe. Rovereto, le 28 novembre 1981.
- 1984 – Altissimo, pour orchestre de 17 musiciens. Première représentation à Boston, le 6 octobre 1984. (→ voir version pour orchestre de chambre)
- 1985 – Crossing, pour piano, basse électrique, percussions et ensemble de 13 cuivres (big band). A Montepulciano, au Cantiere Internazionale d'Arte, le 27 juillet 1985. (→ voir version pour orchestre de chambre)
- 1985 – Ottetto, pour piano, basse électrique, percussions et ensemble de 13 cuivres (big band). Première représentation à Milan, au Teatro alla Scala le 21 avril 1985.
- 1986 – Movimento, pour orchestre. Première à Alessandria, au teatro comunale, le 7 octobre 1988, à l'occasion de l'interprétation de Time Out par ISO Dance Theatre.
- 1988 – Contatti, pour orchestre de jazz (hautbois, 4 saxophones, basson, 2 trombones, piano, guitare et basse électriques, batterie). Première représentation à Milan, au Pomeriggi Musicali, le 20 mars 1988.
- 1995 – Salgari suite from the ballet, pour orchestre. Première performance à New York, au Lincoln Center, le 22 septembre 1995.
- 1995 – Chatrang Overture, pour ensemble à cuivres et orchestre. Première à Milan, au Pomeriggi Musicali, le 27 avril 1996. (→ voir version pour ensemble seul)
- 1997 – Selim, pour trompette solo et orchestre. Première présentation à Firenze, le 7 mars 1997.
- 2004 – Sotto falso nome. 17 titres dont 9 pour piano et orchestre à cordes. (→ Sotto falso nome) (→ voir 2 autres pièces pour piano solo et 3 pour synthétiseur)
  - La piscina, pour orchestre à cordes.
  - Sotto falso nome, pour piano et orchestre à cordes.
  - La casa nel bosco, pour piano et orchestre à cordes.
  - Uno strano destino, pour piano et orchestre à cordes.
  - Cache-cache (et Nell'incanto) , pour piano, vocalises, violon solo et orchestre à cordes. (→ Intouchables)
  - Il mio segreto, pour piano et orchestre à cordes.
  - Histoire sans nom, pour orchestre à cordes.
  - Il viaggio d'inverno, pour violon solo, piano et orchestre à cordes.
- 2006 – Divenire, pour piano et orchestre. Second titre de l'album éponyme. (→ Divenire ; The Royal Albert Hall ; Islands ; Essentiel ; Grace de Monaco Trailer) (→ voir versions pour piano, cordes et 2 harpes ; pour pianio et ensemble à cordes ; remix)
- 2006 – Primavera, pour piano et orchestre. (→ Divenire ; The Royal Albert Hall ; Islands ; Essentiel) (→ voir versions pour orchestre de chambre ; remix)
- 2006 – Svanire, pour violoncelle et orchestre. (→ Divenire) (→ voir version pour piano et ensemble à cordes)
- 2010 – The Royal Albert Hall Concert, 20 titres dont 10 arrangements pour piano et orchestre. (→ The Royal Albert Hall) (→ voir 2 œuvres pour piano solo et 8 autres pour piano, cordes, musique électronique et percussions tirés de l'album Nightbook)
  - Melodia africana I, version pour piano et orchestre. (→ voir version pour piano solo)
  - I due fiumi, version pour piano et orchestre. (→ voir version pour piano solo)
  - In un'altra vita, version pour piano et orchestre. (→ voir versions pour piano solo ; pour piano et ensemble à cordes)
  - Stella del mattino, version pour piano et orchestre. (→ voir version pour piano solo)
  - I giorni, version pour piano et orchestre. (→ voir version pour piano solo)
  - Nightbook, version pour piano et orchestre. (→ voir version pour piano, cordes, musique électronique et percussions)
  - Eros, version pour piano et orchestre. (→ Black Swan Trailer 2010) (→ voir version pour piano, cordes, musique électronique et percussions)
  - La nascita delle cose segrete, version pour piano et orchestre. (→ voir versions pour piano solo ; pour piano et ensemble à cordes)

- 2010/2011 – La Notte Della Taranta, 4 titres pour orchestre : créations, arrangements ou orchestration de musique traditionnelle de la région des Pouilles. Utilisation de nombreux instruments du monde entier. Version live éditée en 2011 [a] et version studio en 2015 [b] : (→ La notte della Taranta:2010 [a] ; Taranta Project [b]) (→ voir les autres titres pour voix et orchestre)
  - Introductio Ad Regnum Tarantulae, pour accordéon, cornemuse, banjo, bouzouki, kora, mandole, alto, violon, violoncelle, violoncelle électrique, musique électronique, synthétiseur de basse, 2 tambourins et orchestre traditionnel. [a] [b]
  - Pizzica Taraf. Co-composition de Ludovico Einaudi et du groupe roumain (roms) Taraf De Haïdouks, pour les instruments traditionnels du groupe. [a]
  - Choros, pour piano, accordéon, cornemuse, bouzouki, kora, mandole, alto, 2 violons (dont solo), violoncelle, violoncelle électrique, musique électronique, synthétiseur de basse et orchestre traditionnel. [b]
  - Preludio / Nar I-Seher, pour piano, kamânche, kora, ney, violoncelle électrique, échantillonneur, boîte à rythme, synthétiseur de basse, darbouka, 2 tambourins et orchestre. Composition de la seconde partie par Mercan Dede. [b]
- 2012 – Wetlands, pour orchestre symphonique. Pour le National Center for the Performing Arts of Beijing. Première performance le 5 juillet 2013.
- 2013 – In a Time Lapse, 19 titres (dont 5 en bonus) dont 4 pour piano et orchestre à cordes. (→ In a Time Lapse) (→ voir les 5 titres pour piano solo)
  - Life, pour piano et orchestre à cordes. (→ The Book Thief Trailer)
  - Run, pour piano et orchestre à cordes. (→ Samba ; Juste la fin du monde:Trailer ; Réparer les vivants:Trailer )
  - Experience, pour piano et orchestre à cordes. (→ iTunes Festival:2013 ; Samba ; Mommy) (→ voir remix Circles)
  - Burning, pour piano et orchestre à cordes.
- 2014 – The Water Diviner, 3 morceaux courts pour orchestre (Roma Film Orchestra), créés pour le film de Russell Crowe. (→ The Water Diviner)
  - Visit To Cistern, pour piano et orchestre.
  - Candle Montage, pour piano et orchestre.
  - The End, pour piano et orchestre.
- 2015 – Elements, 15 titres, dont 5 pour piano, percussions et orchestre (Amsterdam Sinfonietta). (→ Elements) (→ 5 titres pour piano, 1 titre pour piano et musique électronique, 4 titres pour piano et ensemble)
  - Night, pour piano, loops, synthétiseur de basses, kalimba et orchestre. (→ voir le remix)
  - Four Dimensions, pour piano, guitare électrique, synthétiseur de basses, musique et effets électroniques, 2 vibraphones, crotales, marimba, triangle, waterphone et orchestre.
  - Elements, pour piano, piano Rhodes, guitare électrique, synthétiseur de basses, basse électrique, violoncelle, violon solo, grosse caisse, daf et orchestre. (→ voir les remixes)
  - Whirling Winds, pour piano, violoncelle, 2 violons et orchestre.
  - Logos, pour piano, piano Rhodes, guitare électrique, synthétiseur de basses, 2 violoncelles (dont solo), violon, grosse caisse, vibraphone, balafon, marimba, riqq, tambourin et orchestre. (→ Nocturnal animals (Trailer))

### Œuvres vocales
- 1982 – Rondo, pour mezzo-soprano, orchestre, 3 percussionnistes et harpe. Textes de Cesare Pavese. Joué à Rome, au Foro Italico, le 26 février 1983.
- 1993 – Talea, pour voix et piano (3 femmes et narrateur). Performance à Vérone, au Teatro Filarmonico le 10 mars 1995, avec une chorégraphie de Daniel Ezralow (en).
- 1993 – Talea, version pour voix et harpe (3 femmes et narrateur).
- 1999 – Viaggio II, pour voix de femme, synthétiseur et orchestre. (→ Fuori dal mondo ; Mission:Saturn)
- 1999 – Interludio III, pour voix de femme, synthétiseur et orchestre. (→ Fuori dal mondo)
- 2002 – Doctor Zhivago, 16 pièces dont 4 chants pour voix slave. (Tebe Poyom est une œuvre de Pavel Tchesnokov) (→ Doctor Zhivago) (→ voir 7 autres pièces pour piano et cordes)
  - Kolechko, pour voix de femme et ensemble à cordes.
  - Talking To You, pour voix d'homme et piano.
  - The Journey, pour voix d'homme et ensemble à cordes.
  - Yuri's Lullaby, pour voix d'homme et piano.
- 2010/2011 – La notte della Taranta, pour voix et ensemble orchestral : créations, arrangements ou orchestration de musique traditionnelle de la région des Pouilles, à l'occasion des saisons 2010 et 2011, que l'on retrouve dans ces 2 albums : (→ La notte della Taranta 2010 [a] ; Taranta Project [b]) (→ voir les 4 autres titres pour orchestre sans voix)
  - Nanna nanna. Arrangement d'un chant traditionnel pour 4 voix, piano, accordéon, kora, musique électronique, violoncelle électrique, batterie, percussions (dont cuillères et tambourins) et orchestre traditionnel (dont flûte, mandoles et cordes). [a]
  - Pizzica di Aradeo. Arrangement d'un chant traditionnel pour 6 voix, percussions et orchestre traditionnel. Textes et co-arrangement de Mauro Durante. [a]
  - Aremu. Arrangement d'une chanson de Giuseppe Aprile Di Calimera, pour 3 voix (dont 1 chant), piano et orchestre traditionnel. [a]
  - Beddha carusa. Arrangement d'une chanson des groupes italiens Mascarimirì et Sud Sound System, pour les voix et instruments des groupes. Co-arrangement de Mauro Durante. [a]
  - Pizzica degli ucci. Arrangement d'un chant traditionnel pour 3 voix, didgeridoo, musique électronique, percussions et orchestre traditionnel. Co-arrangement de Mauro Durante. [a]
  - Damme nu ricciu. Arrangement d'un chant traditionnel pour 2 voix, piano et orchestre traditionnel. [a]
  - Kali Nifta. Arrangement d'une chanson de Vito Domenico Palumbo (it), pour 2 voix (dont 1 chant), alto, tambourins et orchestre traditionnel (dont mandoles, guitares et cordes). [a]
  - Taranta, pour 3 voix (chants), piano, accordéon, bouzouki, kamânche, kora, flûte, alto, 2 violons (dont solo), mandole, violoncelle, violoncelle électrique, guitare électrique, musique électronique, synthétiseur de basse, riti (en), tapan et tambourin. Textes et co-composition de Mauro Durante. [b]
  - Fimmene. Arrangement d'un chant traditionnel pour 5 voix (dont 2 chants), piano, accordéon, bouzouki, kamânche, kora, mandole, violoncelle, violoncelle électrique, guitare électrique, synthétiseur de basse, riti, darbouka, kanjira, percussions et tambourin. [b]
  - Nazzu nazzu. Arrangement d'un chant traditionnel pour 2 voix (chants), piano, accordéon, bouzouki, kora, cajón, flûte, mandole, violoncelle électrique, guitare électrique, synthétiseur de basse, riti, darbouka, percussions et tambourin. [b]
  - Core meu. Orchestration pour 3 voix (dont 1 chant), piano, accordéon, bouzouki, mandole, violoncelle électrique, synthétiseur de basse, darbouka et tambourin. Composition de Antonio Castrignanò. [b]
  - Tonio Yima / Rirolalla. Orchestration d'un chant traditionnel pour 6 voix (dont 2 chants), accordéon, bouzouki, kora, flûte, mandole, violoncelle électrique, guitare électrique, boîte à rythme, synthétiseur de basse, riti, darbouka, percussions et tambourin. Composition de la première partie par Juldeh Camara et Justin Adams. [b]
  - Mamma la rondinella. Arrangement d'un chant traditionnel pour 5 voix (dont 2 chants), piano, accordéon, bouzouki, flûte, mandole, alto, violon, violoncelle, synthétiseur de basse, darbouka, percussions et tambourin. [b]
  - Ferma Zitella. Arrangement d'un chant traditionnel pour 1 voix (chant), piano, mandole, synthétiseur de basse, kora et tambourin. [a] [b]
  - Santu Paulu / Finale. Arrangement d'un chant traditionnel pour 6 voix (chants), accordéon, cornemuse, bouzouki, kamânche, kora, flûte, mandole, alto, violon, violoncelle, violoncelle électrique, guitare électrique, musique électronique, synthétiseur de basse, riti, darbouka, percussions, 2 tambourin et orchestre. [b]
  - Nuvole bianche, pour 1 voix (chant) et piano solo. Textes et interprétation par Alessia Tondo. [b] (→ voir version pour piano solo)

### Danse et théâtre
- 1983 – Sul filo di orfeo, ballet, pour 17 musiciens. Première représentation à Firenze, au 47° Maggio Fiorentino, le 21 juin 1984. Chorégraphie de Serge Bennathan, costumes de Giovanna Buzzi et Anna De Carlo.
- 1988 – Time Out (Un Viaggio Nel Tempo), ballet, pour piano, synthétiseur, flûte, hautbois, basson, clarinette, clarinette basse, saxophone alto, trombone, trompette, cor, violoncelle, guitare électrique, batterie, percussions. Première représentation à Alessandria le 7 octobre 1988, chorégraphie et interprétation[3] par le ISO Dance Theatre, textes de Andrea De Carlo. (→ Time Out)
- 1991 – The Emperor, ballet. Première représentation à New York, au Lincoln Center, le 8 août 1991, puis à Milan, au Parco Sempione, sur une chorégraphie du ISO Dance Theatre.
- 1993 – Salgari, ballet, pour 3 voix de femmes et 1 narrateur, rires, piano, piccolo, flûte baroque, hautbois, clarinette, trombone, trompette, cor, harpe, tuba, percussions et cordes (alto et 2 violons). Première représentation à Vérone, au Teatro Filarmonico le 10 mars 1995. Chorégraphie de Daniel Ezralow (it). (→ Salgari)
- 1997 – Edgar Allan Poe, avec 1 acteur, des films muets, 2 pianos, percussions et violoncelle amplifié. Première représentation à Milan, au Teatro Porta Romana, le 19 mai 1997.

## Remixes
- 2001 – Ever, Remix(de Giovanni Cleis aka Table) (→ Blusound) (→ voir remix de 2002)
- 2002 – Table Vs Ludovico Einaudi, (Edel). La musique de Ludivico Einaudi remixée et revisitée par le collectif de musique électro Table, dont le cerveau est Giovanni Cleis. (→ Table Vs Ludovico Einaudi)
  - Limbo, Remix(de Giovanni Cleis aka Table), pour piano et musique électronique.
  - Password, Remix (de Giovanni Cleis aka Table), pour sampler et musique électronique.
  - Samba, Remix (de Giovanni Cleis aka Table), pour piano, sampler et musique électronique.
  - Nefeli, Remix (de Giovanni Cleis aka Table), pour piano et musique électronique.
  - Ultimi Fuochi, Remix (de Giovanni Cleis aka Table), pour piano, cordes et musique électronique.
  - Memory, Remix (de Giovanni Cleis aka Table), pour piano et musique électronique.
  - Due Tramonti, Remix (de Giovanni Cleis aka Table), pour piano, violon, sampler et musique électronique.
  - On, Remix (de Giovanni Cleis aka Table), pour piano et musique électronique.
  - Eden Roc, Remix (de Giovanni Cleis aka Table), pour guitare électrique, cordes, sampler et musique électronique.
  - Ever (Chilled Out Version), Remix(de Giovanni Cleis aka Table), pour sampler et musique électronique. (→ voir remix de 2001)
- 2007 – Uno, Remix (de Mercan Dede), pour piano et musique électronique. (→ Divenire, Special Edition)
- 2007 – Andare, Remix (de Robert Lippok), pour piano et musique électronique. (→ Divenire, Special Edition)
- 2007 – Divenire, Remix (de Carsten Nicolai aka Alva Noto), pour piano et musique électronique. (→ Divenire, Special Edition)
- 2011 – Lady Labyrinth, Remix (de Robert Lippok), pour piano et musique électronique. (→ Islands ; Essentiel)
- 2011 – Eros, Remix (de Peter Mauder), pour piano et musique électronique. (→ Islands)
- 2012 – Primavera, Remix(de SizzleBird), pour piano, violon et musique électronique. En téléchargement uniquement[4].
- 2013 – In a Time Lapse, The Remixes. 8 titres remixés en 1 album sorti le 16 septembre 2013. (→ In a Time Lapse, The Remixes)
  - Circles, Remix basé sur le titre  Experience, pour piano, musique électronique et voix (interprété par Greta Svabo Bech (en))
  - Time Lapse, Remix (de Dot Major), pour piano et musique électronique.
  - Experience, Remix (de Starkey), pour piano et musique électronique.
  - Walk, Remix (de Starkey), pour piano et musique électronique.
  - Time Lapse, Remix (de Steven Siegel), pour piano et musique électronique.
  - Discovery At Night, Remix (de Lippok), pour piano et musique électronique.
  - Walk, Remix (de Phaeleh), pour piano et musique électronique.
  - Time Lapse, Radio Edit Remix (de Dot Major', pour piano et musique électronique.
- 2016 – Elements, Remixes, 5 titres électro, diffusés sur la plateforme dédiée le 19 février 2016. Des versions courtes, en démo, ont été publiées en 2015. (→ Elements, Remixes)
  - Drop, Remix (de Mogwai), pour piano, synthétiseur et musique électronique.
  - Drop, Remix (de Starkey), pour synthétiseur et musique électronique.
  - Elements, Remix (de Dj Tennis), pour piano, synthétiseur et musique électronique.
  - Night, Remix (de Lone Wolf), pour synthétiseur, et musique électronique.
  - Elements, Remix (d'Eagles And Butterflies), pour synthétiseur et musique électronique.

## Enregistrements

### Albums studio
- 1988 – Time Out, (BMG Ricordi). Première représentation à Alessandria, le 7 octobre 1988.
- 1992 – Stanze, (BMG Ricordi). Première représentation par Cecilia Chailly (it) à Milan, au Parco Sempione.
- 1995 – Salgari, (BMG Ricordi). Première représentation à Vérone, au Teatro Filarmonico, le 10 mars 1995.
- 1996 – Le onde, (BMG Ricordi). Première représentation à Milan, au Teatro Franco Parenti, en octobre 1996.
- 1998 – Ultimi fuochi, (BMG Ricordi). Single de 3 titres.
- 1999 – Eden Roc, (BMG Ricordi). Première représentation à Milan, au Piccolo Teatro, le 16 juin 1999.
- 2001 – I giorni, (BMG Ricordi). Enregistré en octobre 2001 à la Villa Giulini, à Briosco.
- 2001 – Blusound, (BMG Ricordi). Single de 3 titres dont un remix de l'artiste électro Table[5].
- 2002 – Table Vs Ludovico Einaudi, (Edel). Compositions de Ludovico Einaudi remixées par Table[6].
- 2004 – Una mattina, (Decca). Première représentation à Milan, au Piccolo Teatro, en juin 2004.
- 2006 – Divenire, (Decca). Album paru le 27 octobre 2006 en Italie. Enregistré la même année à Liverpool au Royal Philharmonic Hall (2, 6 et 12), à Longiano au Teatro Petrella, ainsi qu'un extrait live enregistré à Pesaro (4) en 2005. Une seconde édition de 2007 intègre un bonus track (13) toutefois téléchargeable.
- 2007 – Divenire, Special Edition, (Decca). Troisième édition en 2 Cd, parue le 5 novembre 2007, avec 3 remixes supplémentaires en Cd bonus ou téléchargeables sur le site officiel (voir Collaborations et Remixes)[7].
- 2009 – Nightbook, (Decca). Album studio publié le 24 septembre 2009 et enregistré aux Planet Roc Studios et Teldex Studio à Berlin, ainsi qu'au Planet Ludo à Milan.
- 2013 – In a Time Lapse, (Decca). Album réalisé le 18 janvier 2013, à la Villa San Fermo à Lonigo. (Sauf Newton's Cradle, enregistré à Rome, à l'Auditorium Parco delle Musica).
- 2013 – In a Time Lapse, iTunes Edition, (Decca/iTunes). Seconde édition, avec les 14 titres précédents plus 5 bonus track. Disponible en téléchargement uniquement.
- 2013 – In a Time Lapse, The Remixes, (Decca). 8 titres (7 sur la version Deluxe) remixés et édités le 16 septembre 2013. Cet album, réuni à la première édition, soit 14 et 7 titres, a été commercialisé en double album Deluxe Edition de 21 titres[8].
- 2015 – Elements, (Decca). 12 titres, tous enregistrés à Dogliani, au Melo Fiorito, sauf : (4) à Rome, à l'Auditorium Parco della Musica et (10) à Berlin, au Planet Roc Studios. Sorti le 15 octobre 2015 en Italie.
- 2015 – Elements (Deluxe Edition), (Decca). 15 titres, incorporant 3 variations pour piano à l'album studio. Le double album CD studio/ DVD live intègre un inédit supplémentaire (16 titres).
- 2016 – Elements, Remixes, (Decca/iTunes). Première version promo, en 2015, avec 4 remixes en version courte suivie d'une seconde, en 2016, de 5 remixes complets, tous téléchargeables sur la plateforme iTunes[9].

### Enregistrements en public
- 2003 – La Scala: Concert 03 03 03, (BMG Ricordi). Enregistré le 3 mars 2003 (03 03 03) à Milan, au teatro degli Arcimboldi.
- 2005 – Andare, seul titre live de l'album enregistré en 2005 à Pesaro, avec Marco Decimo au violoncelle (improvisation). (→ Divenire, 2006)
- 2007 – Live in Berlin, (Ponderosa Music & Art). Enregistrement de la tournée allemande pour l'album Divenire à Berlin, au Berliner Philarmonie - Kammermusiksaal en septembre 2007, Ludovico Einaudi joue avec un ensemble de 6 instruments à cordes[10].
- 2007 – iTunes Festival: London 2007, (Decca/iTunes). Enregistrement réalisé au Roundhouse de Londres. 10 titres disponibles en téléchargement sur la plateforme dédiée[11].
- 2009 – Live In Prague (La Magia di un Concerto dal Vivo), (Ponderosa Music & Art). Enregistré en novembre 2009[12].
- 2010 – The Royal Albert Hall Concert, (Ponderosa Music & Art). Enregistré à Londres, le 2 mars 2010, au Royal Albert Hall. Tournée de présentation de l'album Nightbook, incluant des arrangements pour orchestre à cordes, de l'album I giorni[1]. Une version Deluxe avec DVD est sortie la même année.
- 2013 – iTunes Festival: London 2013, (Decca/iTunes). Concert enregistré à Londres au Roundhouse. 9 titres et 2 vidéos disponibles en téléchargement uniquement[13].
- 2014 – In a Time Lapse Tour (Live in Verona), (Ponderosa Music & Art). DVD de la tournée, enregistré aux Arène de Vérone le 28 juillet 2014[14].
- 2016 – Elements (Special Tour Edition), (Decca). Coffret regroupant l'album studio Elements (Version Deluxe) incluant un inédit, à un DVD live enregistré à Londres, au Royal Festival Hall, en juillet 2016.

### Collaborations
Voir également la section Remixes.
- 2003 – Diario Mali (avec Ballaké Sissoko), (Ponderosa Music & Art). Pour piano et kora. Collaboration née d'une rencontre fortuite en plein oasis, au « Festival au désert » près de Tombouctou, en janvier 2003 puis enregistré à Longiano, au teatro Petrella, en février 2003.
- 2007 – Hai bucato la mia vita, (Prologo di un amore finito). Composition pour piano du prologue du premier titre de l'album de Adriano Celentano Dormi amore la situazione non e buona[15].
- 2009 – Cloudland, (Ponderosa Music & Art). Œuvre du groupe Whitetree, composé de Ludovico Einaudi, Robert Lippok et Ronald Lippok. Enregistré à Berlin, au Planet Roc entre janvier 2007 et juin 2008. (Sauf Mercury Sands, enregistré à Milan en mars 2008).
- 2011 – La notte della Taranta 2010, (Ponderosa Music & Art). Enregistrement live, le 28 août 2010, du festival La Notte della Taranta, qui se déroule chaque année dans la péninsule du Salento à Melpignano. Les titres 3, 5, 8 et 10 ont été enregistrés à Londres, au Barbican Centre, le 25 juin 2011, et le titre 6 à Lecce[16],[17],[18].
- 2015 – Taranta Project, (Ponderosa Music & Art). Compositions et arrangements créés pour le festival La Notte de la Taranta de 2010 et 2011, dans la région des Pouilles. Enregistré au Mai Tai Studio à Milan, au Digital Records à Rome et au Chora Studi Musicali à Monteroni di Lecce. Sortie de l'album, le 2 juin 2015. Ont collaboré Mauro Durante, Juldeh Camara, Justin Adams, Mercan Dede, Alessia Tondo, Ballaké Sissoko, accompagnés d'une trentaine de musiciens et chanteurs du monde entier ainsi que le Rome Film Orchestra dirigé par Michele Fedrigotti[19],[20],[18].

### Compilations
l'asterisque indique qu'il n'y a pas d'inédits dans l'album.
- 2003 – Echoes - The Einaudi Collection, (Sony Music). Recueil d'œuvres ainsi que 3 nouveaux arrangements, publié le 25 novembre 2003.
- 2010 – I primi capolavori,* (BMG Ricordi). Compilation des 3 premiers albums : Le onde, Eden Roc et I giorni[21].
- 2011 – Islands - Essential Einaudi, (Decca). Première édition de 14 titres phares, du 28 juin 2011, dont 1 inédit[22].
- 2011 – Islands - Essential Einaudi (iTunes Edition), (Decca). Seconde édition en 2 volumes de 27 titres au total avec un second inédit et 2 nouveaux remixes, publiée le 8 juillet 2011.
- 2012 – Einaudi - Essentiel,* (Ponderosa Music & Art). 15 titres sélectionnés par Ludivico Einaudi. Sorti le 3 avril 2012[23],[24].

### Compositions pour musique de films
- 1988 – Treno di panna. Comédie italienne d'Andrea De Carlo, tirée de son roman éponyme et diffusée en août 1988.
- 1994 – Da qualche parte in città. Film italien de Michele Sordillo, sorti en salle le 6 septembre 1994[25].
- 1996 – Acquario. Drame italien de Michele Sordillo, projeté en salle le 21 octobre 1996[26].
- 1998 – Giorni dispari, (Beat Records). Bande originale du film de Domnick Tambasco, sorti le 2 juin 2000 en Italie[27],[28].
- 1999 – Fuori dal mondo, (BMG Ricordi). Bande originale du film italien[29] réalisé par Giuseppe Piccioni et sorti le 26 mars 1999 en Italie.
- 2000 – Un delitto impossibile. Film italien d'Antonello Grimaldi, d'après le roman de Salvatore Mannuzzu. Sortie en salle le 23 mai 2001.
- 2000 – La vita altrui. Film italien de Michele Sordillo, projeté en salle le 25 août 2000[30].
- 2001 – Alexandreia, (Ankh Productions). Bande originale du film grec de Maria Ilioú, sorti en Grèce le 16 novembre 2001[31],[32].
- 2001 – Luce dei miei occhi, (EMI). Bande originale du film italien de Giuseppe Piccioni paru en 2001.
- 2001 – Le parole di mio padre, (EMI). Bande originale publiée le 15 juin 2001 du film italien de Francesca Comencini, sorti en mai de la même année.
- 2002 – Doctor Zhivago (Music from the TV Series), (BMG Ricordi). Bande son du 9 décembre 2002 de la série TV britannique de Giacomo Campiotti.
- 2004 – Ovunque sei, Drame italien de Michele Placido, sorti le 22 octobre 2004.
- 2004 – Sotto falso nome, (Ponderosa Music & Art). Bande originale du film italien de Roberto Andò, sorti en salle le 27 février 2004 en Italie.
- 2014 – The Water Diviner,  (Universal Music D.S). 4 titres dont 3 originaux, pour la bande originale (Newton’s Cradle, Visit To Cistern, Candle Montage, The End) du drame américano australien, de Russell Crowe, sorti le 26 décembre 2014 en Australie[33].
- 2014 – Believe. Composition de la bande son du court métrage franco-indo-argentin de Paul Mignot et Frédéric Roumy[34],[35].

### Participations à d'autres bandes originales de films
- 1998 – Aprile, (Virgin Music). 3 titres (Canzone popolare, Le onde, Ombre) pour la bande originale du film de Nanni Moretti, sorti en France le 20 mai 1998[36].
- 2001 – L'anima in luce. Participation à la bande son du film documentaire italien réalisé par Nino Bizzarri[37].
- 2003 – Fame chimica. 1 titre (La linea scura) pour la bande originale du film italien d'Antonio Bocola et Paolo Vari. Sortie le 30 avril 2004 en salle[38],[39].
- 2004 – Mission: Saturn (Sony BMG). 4 titres (Viaggio II, Cadenza, Alta pressione, Fuori dalla notte) pour la bande originale du spectacle allemand, éditée le 8 novembre 2004, pour le 360° projection planetarium show, du Deutsches Museum[40],[41].
- 2006 – This Is England, (Universal Music). 4 titres (Ritornare, Fuori dal mondo, Oltremare, Dietro casa) pour la bande originale du film britannique de Shane Meadows, sorti en salle le 27 avril 2007 au Royaume-Uni.
- 2007 – Breath. Court métrage britannique de Mark Gillespie[42].
- 2008 – Palermo Shooting. 1 titre (In un'altra vita) pour la bande son du drame franco-allemand de Wim Wenders et sorti en salle le 20 novembre 2008[43].
- 2008 – The Reader. 1 titre (Primavera) pour la bande son du film germano-américain de Stephen Daldry, sorti en salle le 10 décembre 2008[44].
- 2009 – Dirt! The Movie. Participation à la bande son du film documentaire américain réalisé par Bill Benenson, Gene Rosow et Eleonore Dailly[45].
- 2009 – Il mare si è fermato. Court métrage d'Alessandro Capitani, du 26 septembre 2009[46].
- 2010 – I Am from Nowhere: The People History Ignored. 1 titre (Divenire) pour la bande son du film documentaire américain réalisé par Jonathan Martin et diffusé le 20 janvier 2010[47].
- 2010 – Reflection. Bande son du court métrage français de Paul Mignot[48],[49].
- 2010 – I'm Still Here. 1 titre (Due tramonti) pour la bande son du faux documentaire réalisé par Casey Affleck et sorti en salle le 10 septembre 2010[50].
- 2010 – Das Ende ist mein Anfang, [La fine è il mio inizio, Le grand voyage de la vie], Film allemand de Jo Baier sorti le 7 octobre 2010[51].
- 2010 – Black Swan (Trailer). 1 titre (Eros) pour la bande son de la bande annonce du film américain de Darren Aronofosky[52].
- 2011 – Down the Shore. 1 titre (Rêverie) pour la bande originale du film dramatique américain réalisé par Harold Guskin et sorti en salle le 7 janvier 2011[53].
- 2011 – Jugoslav the Story of a Boy. Participation à la bande son du court métrage serbe de Predrag Vukosavljevic et Miroslav Bogdanovic, diffusé le 5 mai 2011[54].
- 2011 – Insidious. Utilisation d'un titre (Nuvole bianche) pour la bande son du film d'horreur américain réalisé par James Wan et en salle le 15 juin 2011.
- 2011 – Intouchables, [Quasi amici], (TF1 Music). 5 titres (L'origine nacosta, Una mattina, Fly, Writting Poems, Cache-cache) pour la bande originale du film français d'Olivier Nakache et Éric Toledano, sorti le 2 novembre 2011[55].
- 2011 – Somewhere Tonight. 3 titres (Svanire, Uno, Divenire) pour la bande originale du film américano-néerlandais réalisé par Michael Di Jiacomo et sorti en salle le 21 juin 2012[56].
- 2011 – More Than Meets the Eye. Participation à la bande son du court métrage et thriller britannique de James Postlethwaite et diffusé le 2 décembre 2011[57].
- 2012 – J. Edgar, (Warner Bros. Pictures, Inc.). 1 titre (Fly) pour la bande originale du film américain de Clint Eastwood[58].
- 2012 – The Cab Fare. Bande son du film (?)
- 2012 – Toda una vida ¿y? Participation à la bande son du court métrage espagnol réalisé par Txell Prada[59].
- 2013 – Between Space and Silence. Film documentaire sur Ludovico Einaudi réalisé par Alex Freidin-Goss[60].
- 2013 – The Audition. Bande son du court métrage italien réalisé par Michael Haussman et sorti le 5 septembre 2013[61].
- 2014 – The Book Thief (Trailer), [La voleuse de livres]. Utilisation d'un titre (Life) pour la bande annonce du film américano-allemand de Brian Percival, sorti le 5 février 2014 en salle.
- 2014 – Grace de Monaco (Trailer). 1 titre (Divenire) pour la bande son du trailer du film français d'Olivier Dahan. Sorti en salle le 14 mai 2014.
- 2014 – Sculpted in Time: The Wise Man. 1 titre (Experience) pour la bande son du court métrage canadien de Dave Mossop, sorti le 29 septembre 2014[62],[63].
- 2014 – Samba, (TF1 Music). 5 titres (Time Lapse, Ascolta, Walk, Experience, Run) pour la bande son du film français écrit et réalisé par Olivier Nakache et Éric Toledano, sorti en salle le 15 octobre 2014[64],[65].
- 2014 – Mommy. Utilisation d'un titre (Experience) pour la bande originale du drame québécois de Xavier Dolan, sorti en salle le 8 octobre 2014[66].
- 2014 – Into Dust. Participation à la bande originale du film britannique de Gage Oxley sorti le 18 novembre 2014[67].
- 2014 – Les Héritiers. 2 titres (Nuvole bianche, Lady Labyrinth) pour la bande son du film de Marie-Castille Mention-Schaar. Sortie en salle le 3 décembre 2014.
- 2015 – Listen to Me Marlon. 2 titres (Una Mattina, Oltremare) pour la bande originale du film documentaire britannique de Stevan Riley sur Marlon Brando, du 23 octobre 2015[68].
- 2015 – Nous trois ou rien. (Gaumont). 1 titre (The Earth Prelude) pour la bande son du film documentaire franco-iranien réalisé par Kheiron et diffusé le 4 novembre 2015[69],[70].
- 2016 – Sandal. 1 titre (Experience) pour la bande originale du court métrage indonésien de Jeiji Joned, sorti le 13 janvier 2016[71].
- 2016 – Juste la fin du monde (Trailer). 1 titre (Run) pour la bande son du trailer du film franco-canadien de Xavier Dolan, sorti en salle le 21 septembre 2016.
- 2016 – Réparer les vivants (Trailer). 1 titre (Run) pour la bande son de la bande annonce du film franco-belge de Katell Quillévéré sorti le premier novembre 2016.
- 2016 – Nocturnal animals (Trailer). 1 titre (Logos) pour la bande son de la bande annonce du film américain de Tom Ford, sorti en France le 4 janvier 2017[72].
- 2017 – Plantae. Participation à la bande son du court métrage d'animation brésilien de Guilherme Gehr[73].
- 2017 – The Third Murder (Sando-me no satsujin). Bande son du film japonais de Hirokazu Koreeda[74].

### Bandes son et émissions pour la TV
- 2000 – Luigi Einaudi. Diario dell'esilio svizzero. (TV). Bande son du documentaire suisse de Villi Hermann consacré au père de Ludivico, et diffusé pour la TSI en août 2000[75].
- 2006 – Starfish Tango. (TV) Court métrage vidéo italien de Rutger Hauer diffusé le 16 décembre 2006[76].
- 2007 – La situazione di mia sorella non è buona, (TV). Participation à l'émission-débat italienne du 26 novembre 2007[77].
- 2010 – <So You Think You Can Dance, (TV). 1 titre (Fly) pour la bande son de la série TV, saison 7, épisode 11 : 1 of 9 Voted Off  diffusé le premier juillet 2010[78].
- 2010 – This Is England '86, (Universal Music TV). 4 titres (Solo, Ora, Ancora, Berlin Song) pour la bande son de la série réalisée par Shane Meadows et diffusée le 7 septembre 2010.
- 2010 – Stargate Universe - Pathogen. (TV). 1 titre (Ascolta) pour la bande originale de l'épisode 4 de la saison 2 de la série Stargate Universe du 19 octobre 2010[79].
- 2010 – Sangandaan - Landas ng Buhay. (TV). Participation à la bande originale de l'épisode 2 de la saison 1, de la série philippine[80].
- 2010 – Welcome to Detroit. (TV) Documentaire italien d'Andrea Salvadore, diffusé pour la RAI le 12 septembre 2010 en Italie.
- 2011 – Elena - Mysterio ng Kahapon (TV). (série philippine )
- 2011 – Ce soir (ou jamais!) (TV). Participation à l'émission-débat française du 17 janvier 2011[81].
- 2011 – Made in Chelsea, (TV). 2 titres (Nightbook, Indaco) pour la bande son de l'épisode 4 : Do I Look Like Jesus? de la saison 1 de la série britannique[82].
- 2011 – Breakfast, (TV). Participation à l'émission britannique de la BBC, du 27 juin 2011[83].
- 2011 – Continuarà... (TV). Apparition de Ludovico Einaudi dans 1 épisode, le 1 juillet 2011, de la méga série documentaire catalane de 533 épisodes[84].
- 2011 – Miradas 2. (TV). Apparition de Ludovico Einaudi dans 1 épisode, le 24 juillet 2011, de la méga série documentaire espagnole de 501 épisodes[85].
- 2011 – This Is England '88. (TV). 2 titres (Fuori della notte, Berlin Song) pour la bande originale de la série de Shane Meadows, saison 2[86].
- 2011 – Enlightened, (TV). 1 titre (Rêverie) pour la bande son de l'épisode 4 de la saison 1, de la série TV créée par Laura Dern et Mike White[87].
- 2012 – EastEnders, (TV). 1 titre (Primavera) pour la bande son de l'épisode du 2 mars 2012 de la série TV britannique créée en 1988 par Tony Holland et Julia Smith[88].
- 2012 – Derek (Pilot episode). (TV). 1 titre (Nuvole bianche) pour la bande son de l'épisode pilote de la série britannique de Ricky Gervais, diffusé le 12 avril 2012.
- 2013 – Relativity. (TV). Bande son du clip d'animation américain de 3 minutes, de Keith MacDonald, sorti le 15 janvier 2013[89].
- 2013 – What Do Artists Do All Day? (TV) Thème de la série documentaire britannique, saison 1[90].
- 2013 – Rose, (TV). 1 titre (The Earth Prelude) pour la bande son du court métrage documentaire américain réalisé pour la TV par Marlene Marino et diffusé le 27 novembre 2013[91].
- 2014 – Moving Art: Flowers, (TV). Bande son du documentaire américain de Louie Schwartzberg, sorti le 2 janvier 2014[92].
- 2014 – Moving Art: Deserts, (TV). 3 titres (Fly, Indaco, Nightbook) pour la bande son du documentaire américain de Louie Schwartzberg, sorti le 6 janvier 2014[93],[94].
- 2014 – Moving Art: Forests, (TV). 7 titres (Time Lapse, Brothers, Svanire, Orbits, Underwood, Waterways, Nuvole bianche) pour la bande son du documentaire américain de Louie Schwartzberg, sorti le 6 janvier 2014[95],[96].
- 2014 – Moving Art: Oceans, (TV). 3 titres (Life, Experience, Oltremare) pour la bande son du documentaire TV américain de Louie Schwartzberg, sorti le 6 janvier 2014[97],[98].
- 2014 – Stewart Lee's Comedy Vehicle, (TV). 1 titre (The Earth Prelude) pour le premier épisode de la saison 3 de la série TV britannique. Episode Shilbottle, diffusé le 1er mars 2014[99].
- 2015 – Docteur Foster. (TV). Utilisation d'un titre (Fly) pour le générique de la série britannique réalisée par Mike Barlett, première diffusion le 9 septembre 2015.
- 2015 – This Is England '90, (TV). 3 titres pour la bande son (Underworld, Whirling Winds, Experience) de la saison 3 de la série TV de Shane Meadows[100],[101].

## Interprétations
Liste non exhaustive des artistes qui ont joué l’œuvre de Ludovico Einaudi.
- 2008 – Ascent, (Decca Records). 1 titre (Primavera) pour piano. Compilation de Tyler Rix, sortie le 1 janvier 2008[102].
- 2008 – The Essential Einaudi. Limb (Quartz). Pièces pour piano par Jeremy Limb, double album enregistré en janvier 2008[103],[104].
- 2009 – Piano, Piano - Einaudi, Metheny, Gravagno, (HMSSmusic). 9 titres (dont 7 d'Einaudi) pour piano, interprétés par Giovanni Gravagno. Album sorti le 7 avril 2009[105].
- 2011 – Calm of Einaudi (Mis/Attuned Heart Recordings). Pièces pour piano par Christine Rayner, enregistré en 2011[106],[107].
- 2012 – I giorni, (Deutsche Grammophon). 10 titres pour violons de Daniel Hope, enregistrés en 2012[108].
- 2013 – Sphères, (Decca Records). 2 titres (I giorni, Passaggio) pour violon, interprétés par Daniel Hope et enregistrés le 6 juillet 2012 à Berlin[109].
- 2013 – Nightbook (Challenge Classics). Pièces pour piano, par Hanna Devich, enregistré le 14 mai 2013[110].
- 2013 – Mel Ashton Plays Einaudo: Selected Works (Audiophile Legends). Pièces pour piano par Mel Ashton, double album du 11 juillet 2013[111].
- 2013 – Passaggio: Einaudi By Lavinia (Sony Classical). Pièces et arrangements pour harpe, par Lavinia Meijer, enregistré du 19 au 22 août 2013 à Berlin[112].
- 2013 – Waves - The Piano Collection (Brilliant Classics). Pièces pour piano, par Jeroen van Veen (et piano électrique par Sandra van Veen), intégrale de 7 CD éditée en novembre 2013 et enregistré du 4 au 6 et du 24 au 27 juin 2013 au Studio 1 à Culemborg[113],[114].
- 2014 – Memories: the Best of Ludovico Einaudi (Sony Music). Pièces pour piano par Fabio Angelini, du 17 janvier 2014 et enregistré en 2013[115].
- 2014 – Piano Music (Brilliant Classics). Pièces pour piano, par Jeroen van Veen, double album enregistré en 2014[114],[116].
- 2014 – Martin Jacoby Performs Ludovico Einaudi, (A Little Bit Warm Music). 10 Pièces pour piano par Martin Jacoby, du 11 novembre 2014. On retrouve la plupart de ces enregistrements dans de nombreuses compilations thématiques New Age[117],[118].
- 2015 – Ludovico Einaudi: Portrait (Analekta). Angèle Dubeau au violon solo et l'ensemble pour cordes La Pietà avec Amélie Fortin au piano[119].
- 2015 – Piano Pur - Balsam für die Seele, (Bosworth Recorded Music). Compilation de 30 pièces pour piano de Tiersen, Einaudi et Satie, par Franky And The Moonwalkers. Diffusé le 25 décembre 2015[120].
- 2016 – The Joy of Piano (Great Works of Ludovico Einaudi), (Reemeeze Production). 24 titres pour piano par Luke Woodapple, album sorti le 3 avril 2016[121].
- 2016 – Mila Gonzales Plays Ludovico Einaudi, (Piano & Emotion). 9 morceaux pour piano par Mila Gonzales. Album diffusé le 17 juin 2016[122].
- 2016 – Music From Nightbook and Una Mattina (CM Digital). Pièces pour Piano par Carlos Márquez, diffusé le 1 juillet 2016[123].
- 2016 – Piano Collection, (Reemeeze Production). 33 pièces pour piano par Luke Woodapple, du 16 septembre 2016[124].
- 2016 – Chris Snelling Plays Ludovico Einaudi, (Classical Acoustica). 6 Pièces pour piano par Chris Snelling, sorti le 23 octobre 2016[125].
- 2016 – Renato Ferrari Plays Ludovico Einaudi, (DEA Records). 10 pièces pour piano, interprétées par Renato Ferrari. l'Album est sorti le 9 décembre 2016[126].
- 2016 – Pianosolo, (My Loving Piano). 43 pièces pour piano de Kim Ozawa, sorti le 23 décembre 2016[127],[128].
- 2017 – Music from I Giorni, (CM Digital). 12 morceaux pour piano de Carlos Márquez, sorti le 26 janvier 2017[129].
- 2017 – Stanze: Original Piano Version, (Mantovani Music). Version originale pour piano de l'album pour harpe seule Stanze, par Olivia Belli, sorti le 30 janvier 2017[130],[131].
- 2017 – The Sound of Einaudi, (Musica para disfrutar). 12 morceaux pour piano interprétés par David de Miguel, sorti le 30 janvier 2017[132].